# Стокгольмський інститут дослідження проблем миру

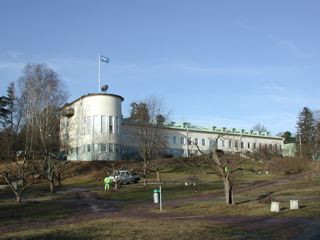
Штаб-квартира SIPRI у Сульні, передмісті Стокгольму.

Стокгольмський інститут дослідження проблем миру (англ. Stockholm International Peace Research Institute, SIPRI) — міжнародний аналітичний центр, що спеціалізується на дослідженні збройних конфліктів, озброєнь, контролю за озброєнням та процесами роззброєння. Заснований у 1966 році у Стокгольмі (Швеція).
SIPRI надає дані, власний аналіз та рекомендації, засновані на відкритих джерелах.
У 2014 році SIPRI потрапив до переліку 3 найкращих аналітичних центрів, що знаходяться поза США, у звіті Пенсильванського університету. У 2020 році SIPRI посів 34 місце серед аналітичних центрів світу.

## Історія
У 1964 році прем'єр-міністр Швеції Таге Ерландер висунув ідею створення інституту дослідження проблем миру, щоб відзначити 150 років безперервного миру в Швеції.
Шведська королівська комісія на чолі з послинею Альвою Мюрдаль у своєму звіті 1966 року запропонувала створити інститут, який згодом отримав назву Стокгольмський міжнародний інститут дослідження проблем миру (SIPRI). Дослідження інституту мали б сприяти «розумінню передумов стабільного миру і мирного вирішення міжнародних конфліктів», і комісія рекомендувала зосередити дослідження на питаннях озброєнь, їх обмеження і скорочення, а також контролю над озброєннями. Комісія також рекомендувала, щоб робота SIPRI мала «прикладний характер досліджень, спрямованих на практично-політичні питання, [які] повинні проводитися в постійному взаємозв'язку з дослідженнями більш теоретичного характеру».
Свою репутацію та авторитет SIPRI здобув завдяки компетентності, професійним навичкам, збору достовірних даних і точних фактів, надаючи доступну неупереджену інформацію про розробки озброєнь, передачу та виробництво озброєнь, військові витрати, а також про обмеження озброєння, його скорочення та роззброєння. Завданням інституту є проведення «наукових досліджень з питань конфліктів і співробітництва, що мають важливе значення для міжнародного миру і безпеки, з метою сприяння розумінню умов мирного вирішення міжнародних конфліктів і стабільного миру».
Шведський Риксдаг ухвалив рішення про створення Інституту 1 липня 1966 року з юридичним статусом незалежної фундації.